# 제52회 미국 감독 조합상
제52회 미국 감독 조합상은 1999년 뛰어난 활동을 보인 영화 감독을 기리기 위해 2000년 3월에 열린 시상식이다. 뉴욕, Century Plaza Hotel에서 개최되었으며 사회자는 칼 라이너이다.

## 수상 및 후보

### 감독상(영화부문)
- 아메리칸 뷰티 - 샘 멘데스 수상

### 감독상(TV영화부문)
- 모리와 함께 한 화요일 - 믹 잭슨 수상

### 감독상(다큐멘터리부문)
- Nanette Burstein 수상

### 감독상(광고부문)
- Brian Buckley 수상

### 공로상
- 스티븐 스필버그 수상

### 프랑크 카프라 상
- Cheryl Downey 수상

### 프랭크린 J. 샤프너 상
- Scott L. Rindenow 수상